# Pointe Innomée
Pointe de l'Innomée, pointe Innominata
Pour les articles homonymes, voir Punta Innominata.
La pointe Innomée, pointe de l'Innomée ou pointe Innominata, en italien Punta Innominata, est un sommet d'Italie situé dans le massif du Mont-Blanc, sous le mont Blanc de Courmayeur et au-dessus du val Vény.

## Géographie
Elle culmine à 3 730 mètres d'altitude au centre d'un cirque délimité par l'arête du Brouillard au sud-ouest et les aiguilles de Peuterey au nord-est, dominant le glacier du Brouillard à l'ouest, le glacier de Frêney à l'est et le glacier du Châtelet au sud-est.

## Ascension
Sa première ascension est le fait de Julien Grange, Agostino Durazzo et Séraphin Henry le 23 juillet 1872 par le versant ouest.
La deuxième l'est le 21 juillet 1880 par Jean-Joseph Maquignaz, Martino Baretti, Auguste Sibille et de nouveau Séraphin Henry.

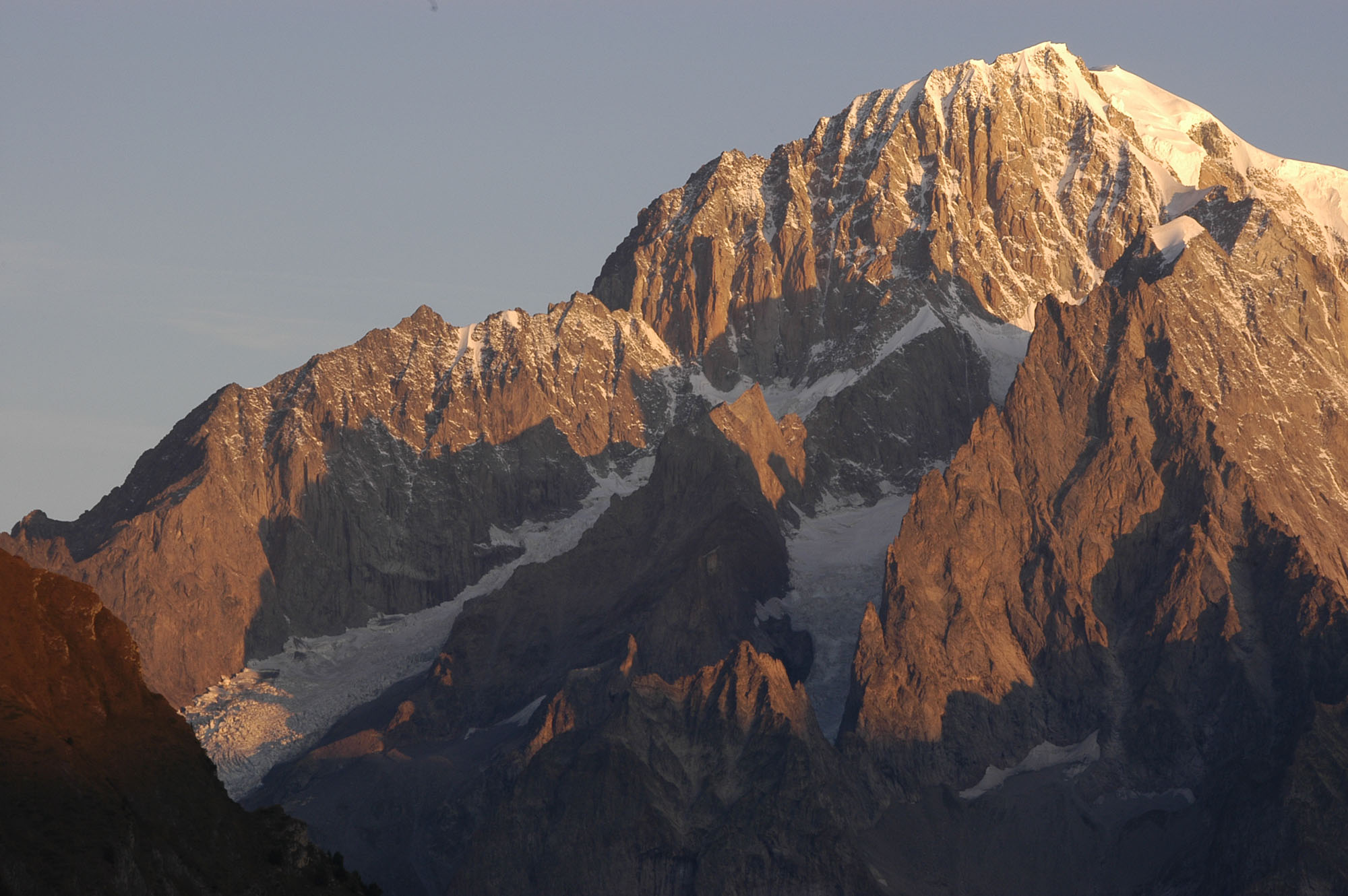
Le mont Blanc de Courmayeur au lever du soleil depuis l'est avec la pointe Innomée éclairée au centre, encadrée par l'arête du Brouillard à gauche et les à droite.

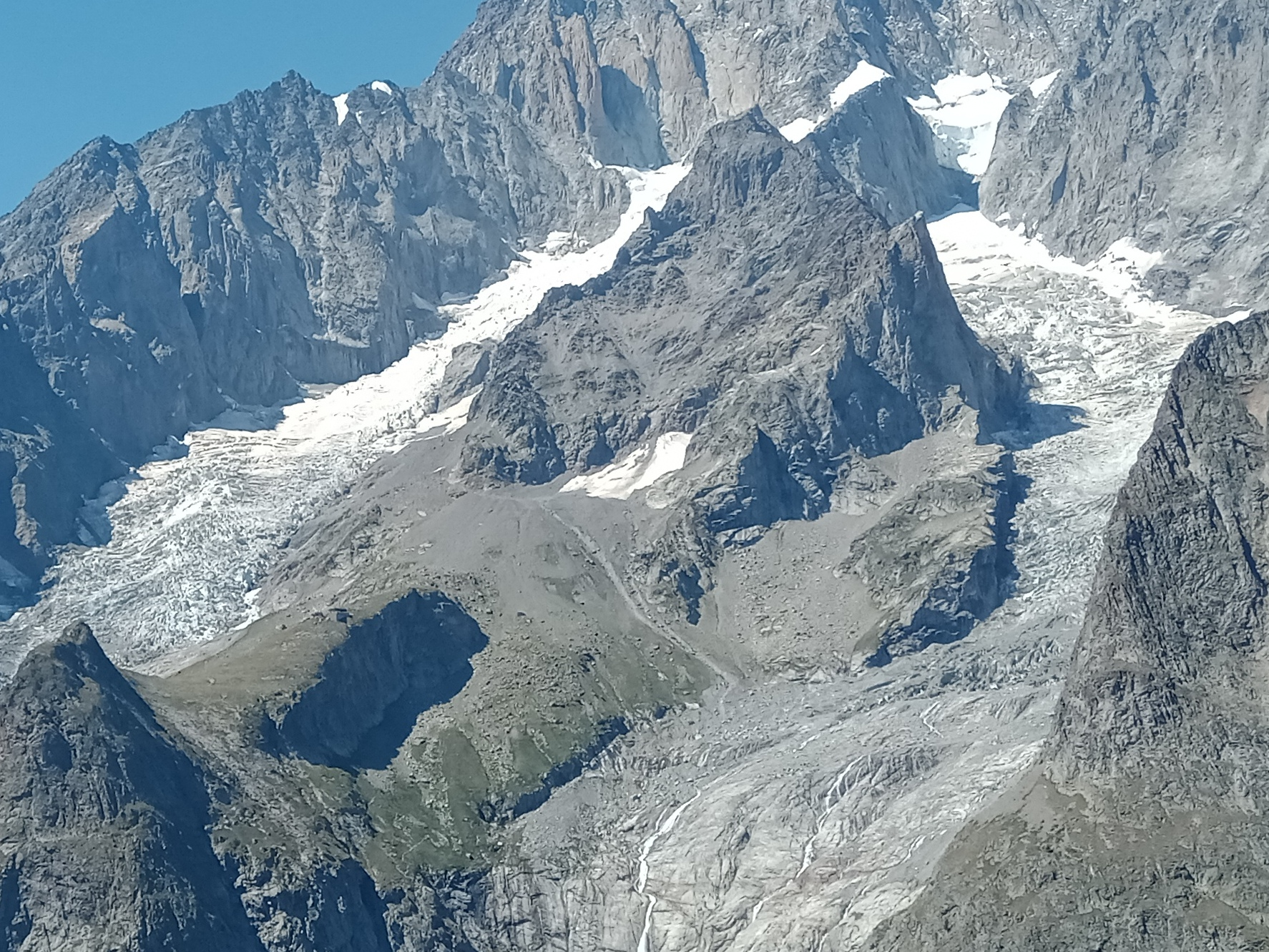
La pointe Innomée au centre du cirque glaciaire sur l'adret du mont Blanc de Courmayeur depuis le lac Chécrouit au sud-est.